# Dolmen von Tornby

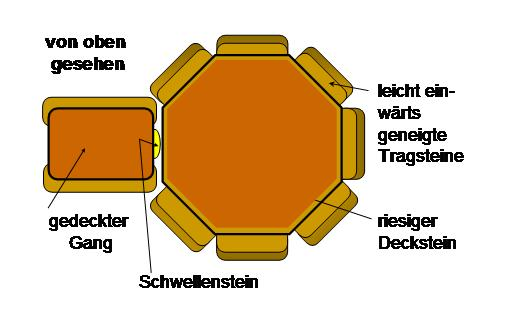
Polygonaldolmen von oben gesehen

Der Dolmen von Tornby (dänisch Tornby Dysse/Tornbydyssen) ist der nördlichste erhaltene Dolmen Dänemarks. Er liegt in einem Feld, sieben Kilometer südlich von Hirtshals auf der Insel Vendsyssel-Thy in Jütland und stammt aus der Jungsteinzeit etwa 3950 - 2801 v. Chr. und ist eine Megalithanlage der Trichterbecherkultur (TBK).

## Beschreibung
Der heute ganglose Dolmen, dessen Hügel erodiert ist, besteht aus vier Tragsteinen und einem großen Deckstein. Ein weiterer Stein, möglicherweise ein versetzter weiterer Tragstein oder der Rest des Ganges, liegt wenige Meter entfernt. Die Anlage könnte ein in der Region häufiger Polygonaldolmen sein.